# Giovani dos Santos
Giovani dos Santos (* 11. květen 1989 Monterrey) je bývalý mexický fotbalový útočník.
Je to velmi rychlý a technicky skvěle vybavený fotbalista, Thierry Henry ho označil za jednoho z nejnadanějších hráčů současné mladé generace. Jeho otcem je Geraldo Francisco dos Santos zvaný Zizinho, brazilský fotbalista, který hrál za Club León. Matka je Mexičanka.

## Juniorská kariéra
V jedenácti letech nastoupil do mládežnické akademie La Masia věhlasného katalánského klubu FC Barcelona, ve dvanácti letech reprezentoval Mexiko na žákovském turnaji Danone Nations Cup v Paříži, kde byl vyhlášen nejlepším hráčem. V roce 2005 byl členem týmu, který vyhrál mistrovství světa ve fotbale hráčů do 17 let 2005, když nahrál na osm branek a získal Stříbrný míč pro druhého nejlepšího hráče šampionátu. Zúčastnil se také mistrovství světa ve fotbale hráčů do 20 let 2007, kde Mexičané skončili ve čtvrtfinále, a vstřelil tři góly. V roce 2007 také debutoval v seniorské reprezentaci.

## Klubová kariéra
V prvním mužstvu Barcelony hrál od roku 2007 a nastoupil i v Lize mistrů, v roce 2008 přestoupil do Tottenhamu, kde skóroval v zápase Evropské ligy proti Šachtaru Doněck, příliš se ale neprosadil kvůli zdravotní problémům a nedisciplinovanosti. V roce 2012 se vrátil do Španělska — nejprve hrál za Mallorcu, ale nezabránil jejímu sestupu a přestoupil do Villarealu, za který vstřelil od začátku sezóny 2013/14 tři branky v šesti zápasech.
V červenci 2015 odešel ze Španělska do USA, posílil klub LA Galaxy z Major League Soccer.

## Reprezentační kariéra
S mexickým národním týmem vyhrál Zlatý pohár CONCACAF v letech 2009 a 2011. Také se zúčastnil mistrovství světa ve fotbale 2010, kde byl odborníky označen za jednoho z nejtalentovanějších hráčů na šampionátu. Byl také v mužstvu, které vybojovalo zlaté medaile na olympiádě v Londýně, k čemuž přispěl třemi brankami.